# Oleg Wladimirowitsch Dmitrijew
Oleg Wladimirowitsch Dmitrijew (russisch Олег Владимирович Дмитриев; * 31. März 1973 in Leningrad) ist ein ehemaliger russischer Fußballspieler.

## Vereinskarriere
Sein Profidebüt in der sowjetischen Premjer Liga gab er 1990 für den Zenit St. Petersburg.
1999 wechselte er zum Erstligisten Rubin Kasan. Weitere Stationen waren der FK Dynamo Sankt Petersburg und der FK Metallurg Lipezk.
Nach seiner Pensionierung arbeitet er als Feuerwehrmann.

## Erfolge
- Russischer Pokal: 1999 spielte er in der Anfangsphase des Turniers 1998/99 für den FC Zenit St. Petersburg.